# Gynoglottis cymbidioides
Gynoglottis cymbidioides är en orkidéart som först beskrevs av Heinrich Gustav Reichenbach, och fick sitt nu gällande namn av Johannes Jacobus Smith. Gynoglottis cymbidioides ingår i släktet Gynoglottis och familjen orkidéer. Inga underarter finns listade i Catalogue of Life.